# Toro Rosso STR11
Toro Rosso STR11 byl vůz Formule 1 navržený týmem Scuderia Toro Rosso pro závodění v sezóně 2016. Vůz řídili Carlos Sainz Jr. a Daniil Kvjat, který si vyměnil sedačku s Maxem Verstappenem, který odjezdil za Toro Rosso první čtyři Grand Prix sezóny. Vůz používal pohonnou jednotku Ferrari pro sezónu 2015.

## Historie

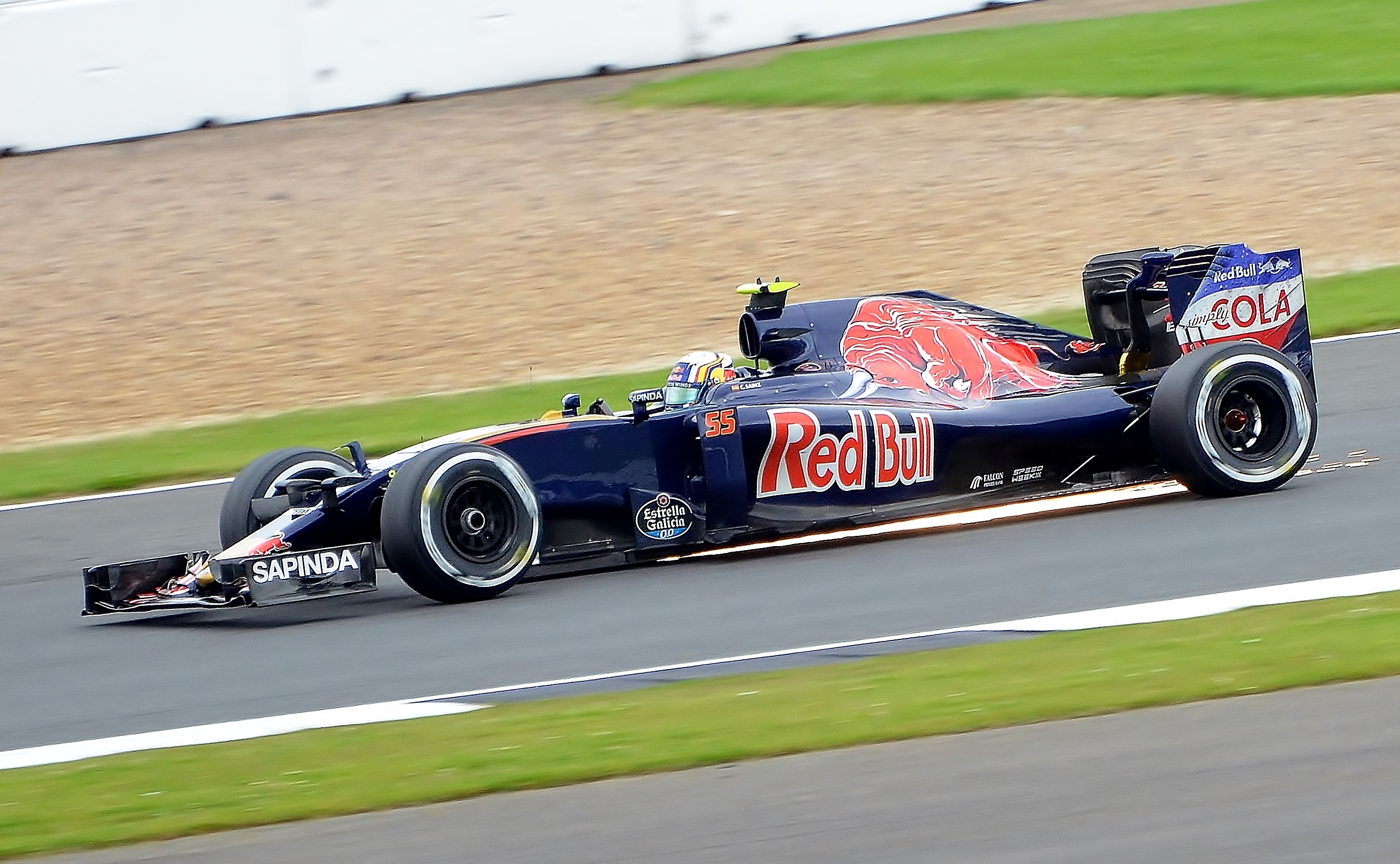
Carlos Sainz Jr. při Grand Prix Velké Británie.

Před sezónou 2016 používaly Toro Rosso i mateřský tým Red Bull Racing motory dodávané Renaultem. Nicméně, frustrovaný nespolehlivostí motory Renault Energy F1-2015 a jeho nedostatečným výkonem ve srovnání s rivaly z Mercedesu a Ferrari, ukončil Red Bull partnerství na konci sezóny 2015. Zatímco Red Bull později vztah obnovil, i když s motory označenými jako TAG Heuer, Toro Rosso si zajistilo novou smlouvu o dodávkách motoru s Ferrari. Vzhledem k opožděnosti dohody si Ferrari zajistilo povolení od FIA dodat Toru Rossu motor pro sezónu 2015. Toro Rosso nezískalo od Ferrari žádnou tovární podporu, na rozdíl od zákaznických týmů Haas a Sauber, kteří využívali specifikaci motoru pro sezónu 2016. Toro Rosso již spolupracovalo s Ferrari v letech 2007 až 2013.
Vůz se ukázal jako konkurenceschopný, ale nestačil na to, aby opustil střed pole. Verstappen získal 13 bodů před povýšením do Red Bull Racing po Grand Prix Ruska 2016, kdy si vyměnil sedačku s Daniilem Kvjatem. Sainz Jr. byl nejúspěšnějším jezdcem vozu STR11 se 46 body. Kvjat po sestupu prožil svou nejhorší sezónu v týmu Toro Rosso a po zbytek sezóny získal pouze čtyři body. Tým skončil sedmý v šampionátu konstruktérů – stejně jako v sezóně 2015, ale se čtyřmi body méně.

## Kompletní výsledky ve Formuli 1
| Legenda k tabulce | Legenda k tabulce                                                                       |
| Barva             | Výsledek                                                                                |
| ----------------- | --------------------------------------------------------------------------------------- |
| Zlatá             | Vítěz                                                                                   |
| Stříbrná          | 2. místo                                                                                |
| Bronzová          | 3. místo                                                                                |
| Zelená            | Bodované umístění                                                                       |
| Modrá             | Nebodované umístění                                                                     |
| Modrá             | Dokončil neklasifikován (NC)                                                            |
| Fialová           | Odstoupil (Ret)                                                                         |
| Červená           | Nekvalifikoval se (DNQ)                                                                 |
| Červená           | Nepředkvalifikoval se (DNPQ)                                                            |
| Černá             | Diskvalifikován (DSQ)                                                                   |
| Bílá              | Nestartoval (DNS)                                                                       |
| Bílá              | Závod zrušen (C)                                                                        |
| Světle modrá      | Pouze trénoval (PO)                                                                     |
| Světle modrá      | Páteční testovací jezdec (TD)                                                           |
| Bez barvy         | Netrénoval (DNP)                                                                        |
| Bez barvy         | Vyřazen (EX)                                                                            |
| Bez barvy         | Nepřijel (DNA)                                                                          |
| Bez barvy         | Odvolal účast (WD)                                                                      |
| Bez barvy         | Nezúčastnil se (prázdné)                                                                |
| Označení          | Význam                                                                                  |
| Tučnost           | Pole position                                                                           |
| Kurzíva           | Nejrychlejší kolo                                                                       |
| †                 | Jezdec nedojel do cíle, ale byl klasifikován, protože odjel více než 90 % délky závodu. |
| ‡                 | Byl udělován poloviční počet bodů, protože bylo odjeto méně než 75 % délky závodu.      |
| Horní index       | Umístění bodujících jezdců ve sprintu                                                   |

| Rok  | Tým                 | Motor       | Pneumatiky | Jezdci           | 1   | 2   | 3   | 4   | 5   | 6   | 7   | 8   | 9   | 10  | 11  | 12  | 13  | 14  | 15  | 16  | 17  | 18  | 19  | 20  | 21  | Body | Umístění |
| ---- | ------------------- | ----------- | ---------- | ---------------- | --- | --- | --- | --- | --- | --- | --- | --- | --- | --- | --- | --- | --- | --- | --- | --- | --- | --- | --- | --- | --- | ---- | -------- |
| 2016 | Scuderia Toro Rosso | Ferrari 060 | P          |                  | AUS | BHR | CHN | RUS | ESP | MON | CAN | EUR | AUT | GBR | HUN | GER | BEL | ITA | SIN | MAL | JPN | USA | MEX | BRA | ABU | 63   | 7. místo |
| 2016 | Scuderia Toro Rosso | Ferrari 060 | P          | Daniil Kvjat     |     |     |     |     | 10  | Ret | 12  | Ret | Ret | 10  | 16  | 15  | 14  | Ret | 9   | 14  | 13  | 11  | 18  | 13  | Ret | 63   | 7. místo |
| 2016 | Scuderia Toro Rosso | Ferrari 060 | P          | Carlos Sainz Jr. | 9   | Ret | 9   | 12  | 6   | 8   | 9   | Ret | 8   | 8   | 8   | 14  | Ret | 15  | 14  | 11  | 17  | 6   | 16  | 6   | Ret | 63   | 7. místo |
| 2016 | Scuderia Toro Rosso | Ferrari 060 | P          | Max Verstappen   | 10  | 6   | 8   | Ret |     |     |     |     |     |     |     |     |     |     |     |     |     |     |     |     |     | 63   | 7. místo |